# Tigrinya (taal)
Tigrinya (Tigrinya: ትግርኛ ፊደል) is een Semitische taal die wordt gesproken door zo'n 8,5 miljoen mensen in vooral Eritrea en de Ethiopische regio Tigray, waar het sinds februari 2020 een officieel erkende werktaal is. Tigrinya wordt gesproken door de Tigrinya (Tigray), alsmede onder enkele leden van de Beta Israël in Israël.
De taal wordt geschreven in het Ethiopisch of Ge'ez schrift en wordt beschouwd als de dichtstbijzijnde verwant van de eeuwenoude taal Ge'ez.